# Siège de Pusan
Guerre Imjin
Le siège de Pusan ou siège de Busan est une bataille qui se tient à Pusan les 13 et 14 avril 1592, entre les forces japonaises et coréennes. Avec Dadaejin, Busan est le site de la première bataille de la guerre Imjin. 
Cette bataille marque le début d'une longue guerre sur la péninsule Coréenne.

## Bataille

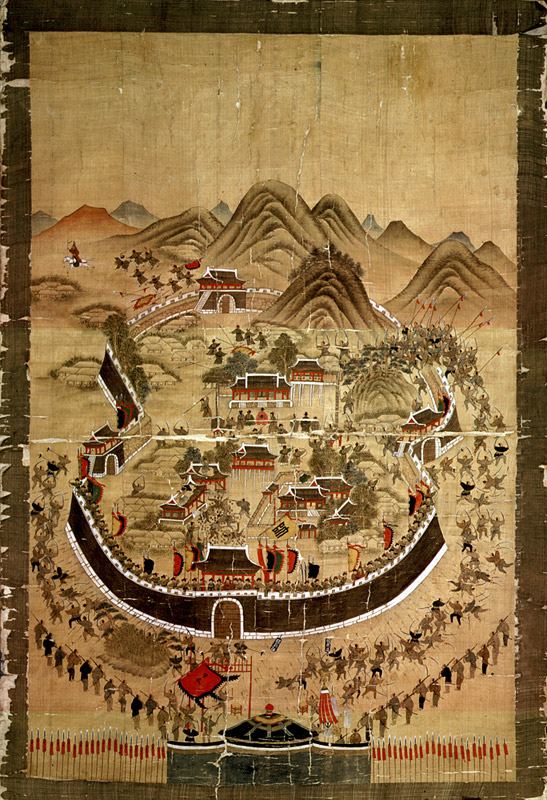
L'armée japonaise finit par piller la ville de Busan.

Pour établir une tête de pont et contrôler les rives de Pusan, une stratégie est développée en fonction de la connaissance locale de Sō Yoshitoshi, daimyo de Tsushima. Le plan consiste à diviser les forces et à mener des attaques simultanées contre le château et les ports des forts subsidiaires de Dadaejin et Seopyeongpo.
Tôt le matin du 24 mai 1592, (20e année de l'ère Tenshō, 4e mois, 13e jour, selon le calendrier lunaire japonais), Sō Yoshitoshi attaque les principaux murs de la ville de Busan, tandis que Konishi Yukinaga mène l'assaut du fort portuaire de Tadaejin.
Les Japonais débordent les défenses en escaladant les murs sous le couvert du feu des arquebuses. Les Coréens se sont retirés sur leur deuxième ligne de défense après l'attaque surprise de Sō Yoshitoshi. Le général Jeong Bal (Hangul: 정발, Hanja :鄭撥) regroupe ses archers et contre-attaque. À ce moment, les Coréens ont reculé sur leur troisième ligne de défense. Après des heures de combats, les Coréens manquent de flèches. Les Japonais subissent des pertes et se regroupent pour attaquer de nouveau.
Jeong Bal est tué. Le moral s'effondre parmi les soldats coréens et le fort est envahi à environ 9h00 du matin - la quasi-totalité de la force de combat de Busan est tuée. Les Japonais massacrent la garnison restante et les non-combattants. Sō Yoshitoshi ordonne à ses soldats de piller et brûler des objets de valeur.
L'armée japonaise occupe maintenant Busan. Pendant les années suivantes, Busan devient un dépôt d'approvisionnement pour les Japonais qui continuent à recevoir des troupes et de la nourriture par mer jusqu'à ce que l'amiral coréen Yi Sun-sin attaque Busan avec sa marine.

## Conséquence
Avec la chute du château de Busan, la première division de l'armée japonaise achève son premier objectif. Cependant, à quelques kilomètres au nord de Busan se trouve la forteresse de Dongnae dont la garnison est une menace pour la tête de pont nouvellement créée. Tôt le lendemain matin, Sō Yoshitoshi emmène ses troupes fatiguées à l'attaque de Dongnae.
Ces séries d'attaques fulgurantes marquent le début de la guerre de sept ans.

## Source de la traduction
- (en) Cet article est partiellement ou en totalité issu de l’article de Wikipédia en anglais intitulé « Siege of Busan » (voir la liste des auteurs).